# 恐蝦綱
恐蝦綱（學名：Dinocaridida）是節肢動物門下的一個基幹化石類群，舊時也被歸為葉足動物門。此類動物均為海生，於寒武纪時最為繁盛，偶有奥陶纪的記錄，還有一類名為申德汉斯虾（Schinderhannes）的成員生活在泥盆纪中早期。恐蝦綱的學名“Dinocaridida”源自古希臘文（拉丁轉寫：deinos；恐怖的，可怕的）＋（caris；螃蟹，虾），意指其某些成員為當時最大的捕食者。
一些文献有時會將恐蝦類稱作“AOPK 群”，因為牠包含四個基本支系，即以奇蝦（Anomalocaris）为代表的放射齒目，以及歐巴賓海蠍科、厭惡蟲屬和宣揚爪蟲科。牠們的共同特徵是有一對前附肢，並且身上有許多叶片。然而，牠們極有可能是並系的，研究顯示放射齒目、歐巴賓海蠍和其他節肢動物在演化樹上聚為一支，而厭惡蟲和宣揚爪蟲則處在更加基底的位置。

## 分類
恐蝦綱的分類位置尚不明確，可能為节肢动物幹群成員，但有時也被歸入葉足動物門。其下基本可分為兩大類群：奇蝦類和歐巴賓海蠍類，據推測這些動物是其所屬時代的顶级掠食者。
恐蝦綱內部的詳細分類如下：
- 宣揚爪蟲科 Kerygmachelidae[14]
  - 宣揚爪蟲属 Kerygmachela[15]
  - 蝠鲼虫属 Mobulavermis[14]
  - 猶他王蟲屬 Utahnax[16]
- 厭惡蟲屬 Pambdelurion[17]
- 全齿虫属 Omnidens
- 歐巴賓虫科 Opabiniidae[18]
  - 刺吻蟲屬 Mieridduryn
  - 歐巴賓海蠍屬 Opabinia
  - 肌蟲屬 Myoscolex
  - 犹他黎女虫属 Utaurora
- 胡桃钳蟲屬 Caryosyntrips
- 放射齒目 Radiodonta
  - 奇蝦亞目 Anomalocarida
    - 似奇蝦屬 Paranomalocaris
    - 开拓虾属 Innovatiocaris
    - 奇蝦科 Anomalocarididae
      - 奇蝦屬 Anomalocaris
      - 光滑虾属 Lenisicaris
      - 舒氏虾属 Shucaris[19]

    - 抱怪虫科 Amplectobeluidae
      - 抱怪蟲屬 Amplectobelua
      - 刃刺蝦屬 Laminacaris
      - 關山蝦屬 Guanshancaris
      - 里拉蟲屬 Lyrarapax
      - 蘭氏蝦屬 Ramskoeldia

    - 篩蝦科 Tamisiocarididae
      - 篩蝦屬 Tamisiocaris
      - 针鼹虾属 Echidnacaris
      - 侯氏虾属 Houcaris

  - 赫德虾亚目 Hurdiida
    - 赫德蝦科 Hurdiidae
      - 海神盔蝦屬 Aegirocassis
      - 赫德蝦屬 Hurdia
      - 小熊蝦屬 Ursulinacaris
      - 皮托蝦屬（英语：Peytoia） Peytoia
      - 斯坦利虾属 Stanleycaris
      - 申德漢斯蝦屬（英语：Schinderhannes bartelsi） Schinderhannes
      - 寒武耙蝦屬 Cambroraster
      - 帕凡特蝦屬 Pahvantia
      - 鄭和蝦屬 Zhenghecaris[20]

## 分佈
該群分佈廣泛，在加拿大、美國、格陵蘭、中國、澳大利亞和俄羅斯的寒武紀地層、摩洛哥的奧陶紀地層和德國的泥盆紀地層均有發現。

## 外部連結
- 维基共享资源上的相關多媒體資源：恐蝦綱
- 維基物種上的相關：恐蝦綱